# توم بول
توم بول (بالإنجليزية: Tom Bull)‏ هو سياسي أسترالي، ولد في 7 سبتمبر 1905 في واجا واجا في أستراليا، وتوفي بنفس المكان في 11 أغسطس 1976. حزبياً، نشط في الحزب الوطني الأسترالي. وقد انتخب عضو مجلس الشيوخ الأسترالي ‏ عن دائرة نيوساوث ويلز ‏ (1 يوليو 1965 – 30 يونيو 1971).